# 3093 Берґгольц
3093 Берґгольц (3093 Bergholz) — астероїд головного поясу, відкритий 28 червня 1971 року.
Тіссеранів параметр щодо Юпітера — 3,312.